# التصنيفات الدولية لأنغولا
تتضمن هذه المقالة التصنيفات الدولية لأنغولا .

## التصنيفات الدولية
| المنظمة                                     | الاستطلاع                    | الترتيب    |
| ------------------------------------------- | ---------------------------- | ---------- |
| معهد الاقتصاد والسلام                       | مؤشر السلام العالمي          | 100 من 144 |
| برنامج الأمم المتحدة الإنمائي               | مؤشر التنمية البشرية         | 143 من 182 |
| كتاب حقائق العالم لوكالة المخابرات المركزية | سعر الخصم للبنك المركزي (%)  | 2 من 172   |
| كتاب حقائق العالم لوكالة المخابرات المركزية | الناتج المحلي الإجمالي للفرد | 126 من 170 |
| منظمة الشفافية الدولية                      | مؤشر مدركات الفساد           | 162 من 180 |
| المنظمة العالمية للملكية الفكرية            | مؤشر الابتكار العالمي، 2024  | 133 من 133 |